# Jean Puget de La Serre
Pour les articles homonymes, voir Puget (homonymie) et La Serre (homonymie).
Jean Puget de la Serre est un écrivain et dramaturge français, né le 15 novembre 1594 à Toulouse et mort en juillet 1665 à Paris, auteur de plus de cent ouvrages qui lui valurent le titre d'historiographe de France.

## Biographie

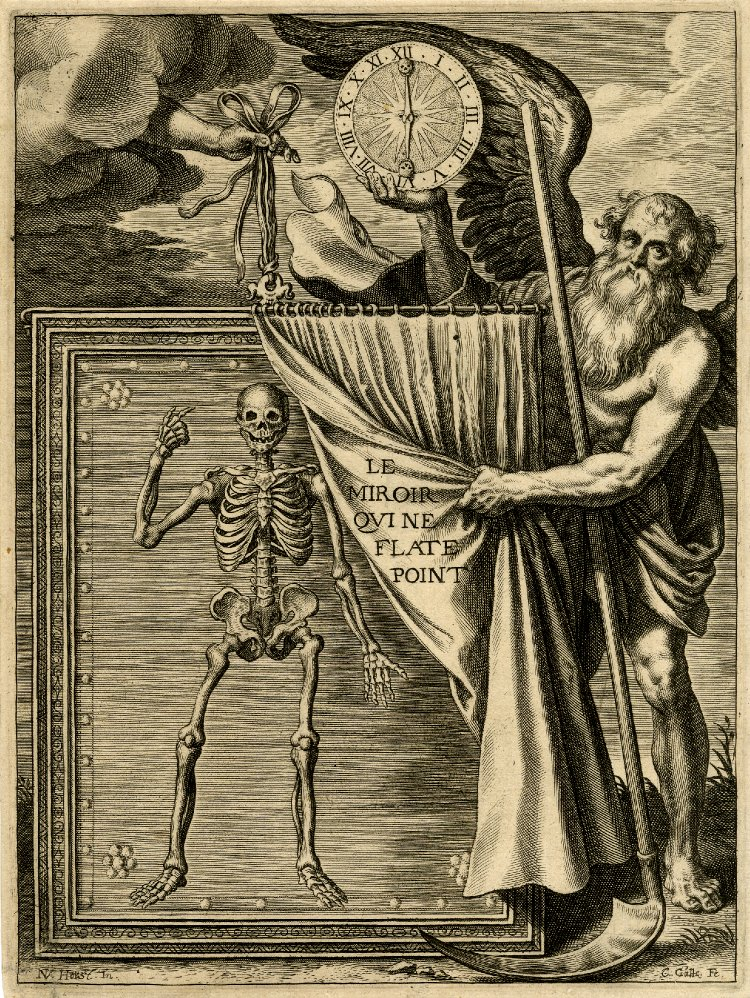
Le Miroir qui ne flatte point, 1632. Gravure par Cornelius Galle l'Ancien d'après Nicolaas van der Horst.

Ses premiers livres datent des années 1617-1618. Il s'installe aux Pays-Bas en 1627 et y devient historiographe de la reine Marie de Médicis, alors en exil.
Il est également l'auteur de plusieurs ballets représentés à la cour de Bruxelles entre 1628 et 1635, durant le séjour qu'il y fit aux côtés de Marie de Médicis. Il écrivit encore quelques pièces de théâtre imprimées à Paris.
Il rentre en France avant 1639 et parvient à rentrer en grâce, notamment auprès du cardinal de Richelieu, qui le pensionne. Il produit alors de très nombreux livres qui chantent souvent les hauts faits du roi, ce qui lui permet d'obtenir des pensions. Tallemant écrit qu'il lui arrivait de mettre au monde des volumes identiques en tout sauf la première feuille et l'épitre dédicatoire, qu'il présentait contre de gros cadeaux à des seigneurs de province qui étaient dupes de la supercherie, car "ces mêmes livres avaient était présentés à d'autres en France." Sa production est moquée par plusieurs de ses contemporains, comme Saint-Amant, mais est souvent rééditée et traduit.
Nommé bibliothécaire de Gaston d'Orléans, il devint, en 1647, aumônier de sa fille, la duchesse d'Orléans ; à Paris il demeurait quai de l'Escalle, paroisse de Saint-Germain-l'Auxerrois, « en la maison où est pour enseigne le Cœur de Lion ».

## Quelques œuvres
- Le Roman de la cour de Bruxelles, Spa et Aix en Allemaigne (Liège), 1628
- Le Tombeau des délices du monde, Bruxelles, François Vivien, 1630
- Les Délices de la mort, Bruxelles, François Vivien, 1631. Une autre édition a paru à Rouen, chez Berthelin, la même année.
- L'entretien des bons esprits sur les vanitez du Monde, Paris, chez Mathurin Henault, Nicolas de la Vigne et Nicolas de la Coste, 1631
- Le Bréviaire des courtisans, Bruxelles, François Vivien, 1631
- Le Balet des Princes indiens, Bruxelles, François Vivien, 1634
- Le Miroir qui ne flatte point, 1632
  - Édition hollandaise : De Spiegel, die niet vleyd : Handelende Van de verachting der Werelt, en van de bedenkingen des Doots. van Goedesberg, Amsterdam 1667. (digitale)